# 烏爾梅尼鄉 (克勒拉希縣)
44°9′N 26°43′E / 44.150°N 26.717°E
烏爾梅尼鄉（羅馬尼亞語：Comuna Ulmeni, Călărași），是羅馬尼亞的鄉份，位於該國南部，由克勒拉希縣負責管轄，面積55平方公里，海拔高度33米，2007年人口5,191，人口密度每平方公里94人。